# Søstre
|  | Denne artikel er oprettet af botten Steenthbot ud fra en ekstern database. Den kan derfor have sproglige fejl eller mangler. Denne skabelon kan fjernes efter kontrol af indholdet. |

Søstre er en dansk kortfilm fra 2016 instrueret af Toni Kamula.

## Handling
Emily og Ida, to søstre der altid har været meget forskellige, har netop mistet deres far. De mødes i deres barndomshjem for at tage sig af det praktiske vedrørende tabet i familien. Idas børn er tvunget til at tage del i de voksnes komplekse verden, hvor uløste spændinger fra fortiden stadig hærger.